# アウスゲイル
アウスゲイル（アイスランド語: Ásgeir、本名：アウスゲイル・トロスティ・エイナルッソン（アイスランド語: Ásgeir Trausti Einarsson、1992年7月1日 - ）は、アイスランド・ロイガルバッキ（is:Laugarbakki）出身のシンガーソングライターである。12年に母国でリリースした『Dyro i dauoapogn』が、同国で史上最速で売れたデビュー・アルバムと認定され、アイスランドのグラミー賞、アイスランド音楽賞主要2部門（「最優秀アルバム賞」、「新人賞」）を含む全4部門受賞。アイスランドの国民10人に1人がÁsgeirのアルバムを所有するという驚異的な記録を叩き出し、一躍BjorkやSigur Rósといった同国の国民的アーティストをしのぐ存在となった。14年1月、デビュー盤の英語ヴァージョン『In The Silence』を発表。同年2月に初来日を果たし、7月にはフジロック出演のため再来日。15年1月には、初のジャパン・ツアーを敢行。10月には日本独自企画7インチ・シングル「WhereIs My Mind?」をリリース。17年4月、セカンド・アルバム『Afterglow』をリリースし、11月には自身最大規模となるジャパンツアーを開催。20年5月、サード・アルバム『Bury The Moon』日本盤をリリースした。21年9月、EP『The Sky Is Painted Gray Today』を配信リリースした。

## ディスコグラフィ

### スタジオ・アルバム
- Dýrð í dauðaþögn (2012年)
- In the Silence (2014年)  - 『Dýrð í dauðaþögn』の英語歌唱バージョン
- Afterglow (2017年)[4]
- Bury The Moon (2020年)[5]
- The Sky Is Painted Gray Today　EP(2021年）[3]

## 日本公演
2014年
Hostess Club Weekender
- 2月15日: 新木場STUDIO COAST

フジロックフェスティバル'14
- 7月27日: ホワイト・ステージ

2015年
JAPAN TOUR 2015
- 1月12日: 恵比寿  LIQUIDROOM
- 1月13日: 梅田 CLUB QUATTRO
- 1月14日: 恵比寿  LIQUIDROOM （追加公演）